# Seekirch
Seekirch è un comune tedesco di 306 abitanti situato nel land del Baden-Württemberg.